# Wim Koopmans

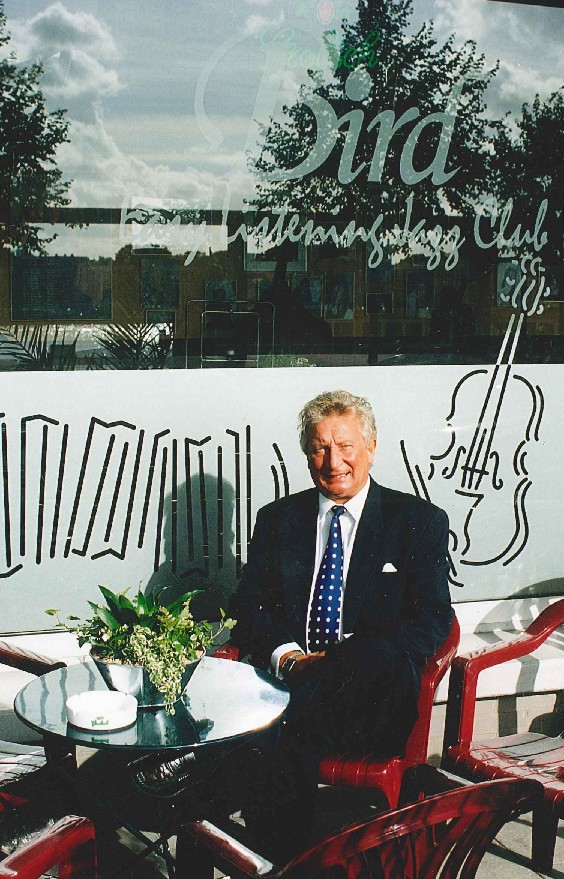
Wim Koopmans voor jazzcafe "Bird"

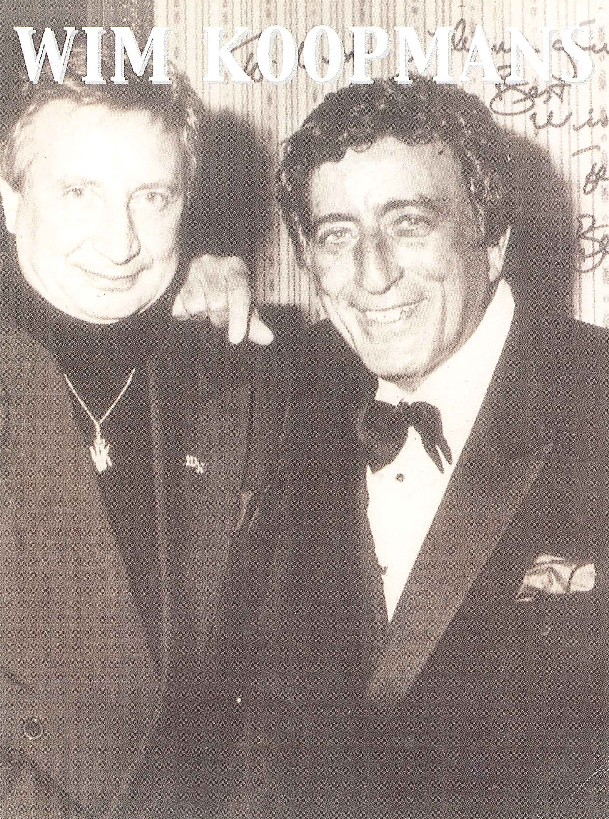
Wim Koopmans & Tony Bennett (1991)

Willem Simon (Wim) Koopmans (Rotterdam, 16 juni 1941 - 7 maart 2012) was een Nederlands jazz- en easylisteningzanger en crooner.

## Biografie
Wim Koopmans was een zoon van Piet Koopmans (The Three Jacksons) en een volle neef van Corrie van Gorp en een achterneef van Rudi Koopmans. Hij wordt ook wel de Nederlandse Tony Bennett genoemd vanwege zijn timbre en stemgeluid. Hij heeft kort voor de voetbalclub SBV Excelsior gespeeld en heeft 25 jaar gebokst, en hij was lid van de Dutch Windmill Club.
Zijn vader bracht hem groot met orgel- en accordeonlessen. Bij Paul Bronkhorst van het Rotterdams Philharmonisch Orkest leerde hij de bas spelen. Hij werd een veelgevraagd studiomuzikant en speelde in vele radio-orkesten. Rond 1968 was Wim veel in Amsterdam om bij Willy Alberti’s platenzaak op het Osdorpplein platen te kopen van Amerikaanse (jazz)artiesten, zoals Tony Bennett en Frank Sinatra, een bron van inspiratie. Willy Alberti woonde aan de Colenbranderhof in Slotervaart met een dubbele garage, die Freddie Heineken liet verbouwen en inrichten tot privé-bar; de “Edison”-bar. Willy Alberti zong daar  regelmatig nummers van Bennett en Sinatra. Wim Koopmans jamde er regelmatig met onder andere Eddy Christiani en Tonny Eyk, die vaste begeleider van Willeke en Willy Alberti was (en in 1969 met hen en The Three Jacksons door Australië en Nieuw-Zeeland toerde).
In 1972 formeerde hij zijn eigen orkest, The New Formation, en trad onder andere op bij Joop van der Ende, maar als zanger brak hij door in 1980 toen Rita Reys en Pim Jacobs hem in de Sherry Bodega in Rotterdam hoorde zingen met zijn eigen orkest. Rita Reys en Pim Jacobs hadden daar twee optredens, en Wims huisorkest speelde voor en tussen haar sets. Ze hoorde zijn stem en trof Wim bescheiden tussen de andere muzikanten aan; het was puur toeval, want in de regel zong Wim niet vaak. De vocale gelijkenis met Tony Bennett trof haar onmiddellijk, en toen in 1981 Wim zijn eerste lp als zanger, When Dreams Come True opnam vroeg hij Rita Reys om advies. De elpee werd bijzonder goed ontvangen en leverde hem onder andere een optreden in De Doelen in Rotterdam op. Zijn televisiedebuut maakte hij bij Mies Bouwman, waar hij "Little Green Apples" ten gehore bracht. Nadien heeft hij in diverse tv-programma's opgetreden, zoals Music All-in (Pim Jacobs en Rogier van Otterloo) en was zijn muziek met grote regelmaat op de radio te beluisteren (waaronder Muziek-Mozaïek van Willem Duys). Pia Beck vond Wim een der beste jazz-zangers in Nederland. Zijn uitvoering van L.O.V.E. (hier: live 'Manhattan aan de Maas' 2003) behoort tot de beste ter wereld.
Wim heeft twee keer opgetreden op het North Sea Jazz Festival in Den Haag (1988 en 1991), maar ook in de Nieuwe Luxor, vijf maal in de Doelen in Rotterdam en acht dagen in Ahoy. De eerste keer was hij gast in de show van Lee Towers; de tweede keer was hij het voorprogramma van André Hazes, die samen met hem optrad. Hazes was een groot liefhebber van Wim Koopmans, en pas na veel aandringen stemde Wim in, omdat het genre zoveel afweek van dat van Hazes. Wim heeft ook in België en Duitsland opgetreden, waaronder met het orkest van Toots Thielemans en met Karin Bloemen. In 1990 trad hij op in diverse grote steden in de Verenigde Staten (tien shows) met de bigband van Peggy Lee. Hij kon een jarenlang contract in de beste jazzclub van Chicago krijgen, maar zag daar van af vanwege zijn vrouw en schoolgaande kinderen. De kroon op zijn werk was een optreden in de show van Tony Bennett in Nederland (1991). Bennett was in Nederland voor een aantal optredens, en wilde Wim spreken. Terwijl Wim een optreden had, belde Bennett 's nachts naar huize Koopmans en kreeg zijn slaperige vrouw Gina aan de lijn. Diezelfde nacht is er contact geweest tussen Bennett en Wim, en gedurende zijn verblijf hebben zij veel met elkaar opgetrokken.
Wim had ook een jazzclub in Rotterdam aan de Boompjes: Bird. Vanaf 2000 tot 2005 hebben Gina en Wim Koopmans een jazz-zaak in Rotterdam gehad. In september 2006 werd Wim Koopmans getroffen door een herseninfarct, vlak voordat hij een nieuwe cd wilde opnemen. Helaas was zijn stem eveneens aangetast, zodat het project nooit meer van de grond is gekomen. Hij overleed op 7 maart 2012 in de Rotterdamse deelgemeente Hoogvliet. Hij liet zijn vrouw en twee dochters na.
Wim Koopmans heeft 12 elpees gemaakt, maar niet alle zijn daadwerkelijk in Nederland op de markt gekomen. De masters van enkele elpees zijn verdwenen. When Dreams Come True en Close Enough zijn grotendeels in Londen opgenomen. Wim Koopmans zong uitsluitend in de Engelse taal, maar Radio Rijnmond heeft hem één keer weten te strikken voor een Nederlandse opname.

## Discografie

### Albums
- When Dreams Come True (1981)

ook als L.O.V.E. (met een andere volgorde) uitgebracht, maar zonder de track Close To You en met de track As Time Goes By
- Close Enough (1982)

Op de nummers Somebody's Angel en You Don't Know Me zingen Jerney Kaagman, Margriet Eshuijs, Jody Pijper en Maggie MacNeal als achtergrond-zangeressen.
- I'll Go Where The Music Takes Me (1984)

- I Wish You Love (1987)

- Not Alone (1988)

De productie is in handen van Gerrit den Braber en met medewerking van het Judy Roberts Trio (twee duetten met Wim Koopmans (A Fine Romance en Can Anyone Explain). De Cubaanse trompettist Arturo Sandoval gaf acte de présence op de nummers The Good Life, My Baby Just Cares For Me (met een afwijkende tekst van het origineel) en Roses Of Picardy.
- Day In, Day Out (1992)

Dit album is niet in Nederland uitgebracht, maar in het Verenigd Koninkrijk.
- I Am A Singer (1994)

- American Songbook (2006)

Dit is een (representatief) verzamelalbum, maar geen enkele track van het album Close Enough is aan dit album toegevoegd.

#### Bijdragen aan cd's
Romantic Feelings 1: Close To You
Romantic Feelings 2: Joanna
En Daar Hebben We Een Liedje Op Gemaakt (Radio Rijnmond CD): Het Oud En Nieuwe Liedje
1. ↑  Zie ook een artikel bij Ondergewaardeerde Liedjes.